# Палден Тондуп Намгьял
Палден Тондуп Намгьял (23 мая 1923, Гангток — 29 января 1982, Нью-Йорк) — двенадцатый и последний чогьял (монарх) Сиккима. После отстранения династии от власти в 1975 году Сикким вошёл в состав Индии в качестве штата.

## Биография
Второй сын Таши Намгьяла, одиннадцатого чогьяла Сиккима. Учился с шести лет в монастыре Святого Иосифа в Калимпонге, но вынужден был прервать своё обучение из-за болезни. С 1931 по 1934 год изучал буддизм в монастыре под руководством своего дяди, Лацун Римпоче, ставшему в это время духовным лидером сиккимских монастырей Подонг и Румтэк. Затем учился в колледже Сент-Джозеф в Дарджилинге и в Бишоп Коттон Скул в Симле. В 1942 году проходил курс обучения для гражданской службы Британской Индии, после этого вернулся в Сикким.
Занимал различные административные посты в правительстве Сиккима. Среди прочего, был советником чогьяла (своего отца) по внешней политике и возглавлял делегацию Сиккима на переговорах с Индией в 1949—1950 годах, которой удалось заключить договор о протекторате Индии над Сиккимом.
Стал правителем Сиккима после смерти отца в 1963 году, хотя был провозглашён чогьялом лишь 4 апреля 1965 года, в астрологически благоприятный день.
По соглашению, заключённому в 1951 году, половина мест в государственном совете отводились представителям коренного населения Сиккима — бхутия и лепча, другая половина — потомкам переселенцев из Непала. К 1970-м годам доля непальского населения существенно увеличилась, и такое распределение власти более не отражало реальную картину. В апреле 1973 года в Сиккиме прошли демонстрации этнических непальцев, требовавших большего представительства. Чогьял изначально не соглашался, что вызвало призывы к отмене монархии, но в конце концов в мае 1973 года подписал соглашение о разделении власти, в частности, предусматривавшее всеобщие выборы в парламент.
Тем не менее, чогьял становился всё более непопулярен среди теперь преимущественно небуддийского населения. В 1975 году премьер-министр Сиккима обратился к индийскому парламенту с просьбой принять Сикким в состав Индии. Индийская армия немедленно оккупировала Сикким. На проведённом после этого референдуме 97,5 % населения высказались за вступление Сиккима в состав Индии в качестве штата, после чего монархия перестала существовать. Чогьял формально никогда не отказывался от притязаний на престол и не подписывал никаких отречений.
Умер 29 января 1982 года в Нью-Йорке от рака, похоронен в Гангтоке.

## Личная жизнь
В августе 1950 года женился на Сангей Дики, происходящей из Тибета. Первая жена умерла в июне 1957 года. В марте 1963 года женился на американке Хоуп Кук, с которой познакомился в баре в Дарджилинге. Они расстались через несколько лет после отстранения от власти, официально развелись в 1980 году. Имел трёх детей от первого брака и двух от второго. Наследником престола упразднённой монархии после 1977 года, когда его старший сын Тэнцзин погиб в автокатастрофе, считается второй сын Ванчук Намгьял.
Палден Тондуп Намгьял был радиолюбителем, и его позывные пользовались большой популярностью. В регистрационном журнале его адрес указан как «Дворец, Гангток, Сикким».